# Engure (jezioro)
Engure (łot. Engures ezers) – trzecie pod względem wielkości jezioro Łotwy o powierzchni 40,5 km², położone na granicy okręgu Talsi i Tukums.